# Singapurische Squashnationalmannschaft
Die singapurische Squashnationalmannschaft ist die Gesamtheit der Kader des singapurischen Squashverbandes Singapore Squash Rackets Association. In ihm finden sich singapurische Sportler wieder, die ihr Land sowohl in Einzel- als auch in Teamwettbewerben national und international im Squashsport repräsentieren.

## Historie

### Herren
Singapur nahm erstmals 1981 bei einer Weltmeisterschaft teil. Sieglos schloss die Mannschaft das Turnier auf dem 12. Platz ab. In den darauffolgenden vier Meisterschaften platzierte sich Singapur stets in den Top Ten, die beste Platzierung war hierbei der 6. Rang bei der Weltmeisterschaft 1985. Stammspieler in den 1980er-Jahren waren Peter Hill, Zainal Abidin, Alex Tay und Anthony Chua. 1991 kam es zu keiner WM-Teilnahme. Im Anschluss erreichte Singapur noch zweimal eine Top-20-Platzierung. Bei der vorerst letzten Teilnahme 1997 erzielte die Mannschaft mit dem 31. Platz das schlechteste Resultat in ihrer WM-Historie. 2019 nahm sie erstmals nach 22 Jahren wieder an einer Weltmeisterschaft teil, kam mit Rang 23 aber nicht über den letzten Platz hinaus.
Bei Asienmeisterschaften belegte die Mannschaft in den Jahren 1984, 1986, 1988 und 1990 jeweils hinter Pakistan den zweiten Rang. Bei den Südostasienspielen gewann die Mannschaft unter anderem 1995 und 2017 die Goldmedaille.

### Damen
Die Damenmannschaft debütierte 1990 bei der Weltmeisterschaft und erreichte den 13. Rang. Diesen Platz bestätigte die Mannschaft bei der darauffolgenden Weltmeisterschaft. Die dritte und gleichzeitig bisher letzte Teilnahme 1994 beendete die Mannschaft auf dem 15. Platz.
Wesentlich erfolgreicher war die Mannschaft bei Asienmeisterschaften. Sie gewann 1988, 1990 und 1994 den Titel und belegte 1986, 1992 und 1998 den zweiten Rang. Zu den Leistungsträgerinnen gehörten unter anderem Mah Li Lian und Della Lee, die auch in Einzelwettbewerben erfolgreich waren. Beide gewann eine Bronzemedaille bei den Asienspielen 1998. Mah Li Lian wurde zudem von 1988 bis 1994 viermal in Folge Asienmeisterin im Einzel. Bei den Südostasienspielen gewann die Mannschaft zuletzt 1993 die Goldmedaille. Mehrere Medaillen bei Südostasienspiele gewann Au Yeong Wai Yhann, unter anderem Bronze im Einzel 2019.

## Letzter WM-Kader
Folgende Spieler gehörten bei der Weltmeisterschaft 2019 zum Kader:
| Rang | Name          | Geburtsdatum      | WRL | Einsätze | Siege | Niederlagen |
| ---- | ------------- | ----------------- | --- | -------- | ----- | ----------- |
| 1.   | Samuel Kang   | 25. Dezember 1990 | 158 | 6        | 1     | 5           |
| 2.   | Chua Man Chin | 29. Oktober 1997  | 193 | 2        | 0     | 2           |
| 3.   | Chua Man Tong | 19. Juni 1994     | 244 | 5        | 0     | 5           |
| 4.   | Brandon Tan   | 18. Dezember 1997 | 607 | 5        | 1     | 4           |

## Bilanz
| Herren                            |                    |                    |                    |                    |                    |
| Jahr                              | Austragungsort     | Runde              | Platzierung        | Siege              | Niederlagen        |
| 1981                              | Stockholm          | Gruppenphase       | 12.                | 0                  | 4                  |
| 1983                              | Auckland           | Gruppenphase       | 9.                 | 4                  | 4                  |
| 1985                              | Kairo              | Viertelfinale      | 6.                 | 4                  | 4                  |
| 1987                              | London             | Viertelfinale      | 7.                 | 5                  | 3                  |
| 1989                              | Singapur           | Gruppenphase       | 9.                 | 4                  | 4                  |
| 1991                              | Helsinki           | nicht teilgenommen | nicht teilgenommen | nicht teilgenommen | nicht teilgenommen |
| 1993                              | Karatschi          | Gruppenphase       | 20.                | 2                  | 3                  |
| 1995                              | Kairo              | Gruppenphase       | 19.                | 4                  | 2                  |
| 1997                              | Petaling Jaya      | Gruppenphase       | 31.                | 1                  | 5                  |
| 1999 bis 2017: nicht teilgenommen |                    |                    |                    |                    |                    |
| 2019                              | Washington, D.C.   | Gruppenphase       | 23.                | 0                  | 6                  |
| Gesamt                            | 10 / 26 Teilnahmen | 10 / 26 Teilnahmen | 0 Titel            | 24                 | 35                 |